# Мендота (град, Калифорния)
Мендота (на английски: Mendota) е град в окръг Фресно, щата Калифорния, САЩ. Мендота е с население от 11 438 жители (по приблизителна оценка от 2017 г.) и обща площ от 4,8 km². Намира се на 53 m надморска височина. ЗИП кодовете му са 93640, а телефонният му код е 559.